# Maximin de Bompar
Pour les articles homonymes, voir de Bompar.
Maximin de Bompar, marquis de Bompard, né en 1698 à Grasse et mort en 1773 à Toulon, est un officier de marine et administrateur colonial français du XVIIIe siècle. Il est gouverneur de la Martinique entre 1750 et 1757.

## Biographie

### Origines et famille
Maximin de Bompar descend de la famille de Bompar, une famille noble originaire de Vinon, un petit village du diocèse d'Aix dont l'origine remonte à la fin XVe siècle. La famille de Bompar comptait deux branches l'une établie à Aix et l'autre à Grasse. Elle a pour armes : d'azur à deux colombes d'argent, perchées sur un tronc écoté d'or, posé en fasce. 
Il est le fils de François de Bompar, des seigneurs de Fontcouverte et de Césarée de Fort.

### Carrière dans la Marine royale
En 1747, avec une flottille improvisée, il reprend les îles de Lérins capturées par les Anglais en 1746. En 1748, il est chargé d'apporter des renforts aux Indes, mais la fin de la guerre de Succession d'Autriche arrête l'expédition. Il est nommé Gouverneur général des îles du Vent en 1750 à la mort du marquis de Caylus (il occupera ce poste jusqu'en 1757) et gouverneur particulier de la Martinique à partir de 1752. Il est promu au grade de chef d'escadre en janvier 1757 ou le 1er juillet 1757. 
Du 1er novembre 1757 au 15 février 1762, il est directeur du Dépôt des cartes et plans de la Marine. Il ne montre que peu d'intérêt pour cette tâche et continue malgré tout à commander en mer. En 1759, il conduit une force navale française pour tenter de venir en aide à la Guadeloupe qui était attaquée par un corps expéditionnaire britannique pendant la guerre de Sept Ans. Cependant, ses troupes débarquent trop tard pour sauver la Guadeloupe qui doit se rendre le 1er mai 1759. Bompart est contraint de se retirer et de reconnaître l'occupation de l'île par les Britanniques,.
Le 15 février 1762, il est nommé commandant de la Marine à Toulon. Il est promu lieutenant général des armées navales en octobre 1764. Il meurt alors qu'il est toujours en poste, le 23 février 1773 à Toulon et est inhumé par le prêtre de la paroisse Saint-Louis.

## Héraldique
| Blason de la famille de Bompart | Les Bompar portent D'azur à deux palombes d'argent posées sur un écot d'or en fasce |

### Sources et bibliographie
- (en) Fred Anderson, Crucible of War : The Seven Years' War and the Fate of Empire in British North America, 1754-1766, Faber and Faber, 2001
- (en) Frank McLynn, 1759 : The Year Britain Became Master of the World, Pimlico, 2005, 432 p. (ISBN 978-0-09-952639-1)
- Étienne Taillemite, Dictionnaire des marins français, Paris, Tallandier, coll. « Dictionnaires », octobre 2002, 537 p. [détail de l’édition] (ISBN 978-2847340082)
- Olivier Chapuis, À la mer comme au ciel, Presses Paris Sorbonne, 1999 (lire en ligne), p. 766
- Jean Meyer et Martine Acerra, Les marines de guerre européennes : XVIIe – XVIIIe siècle, Presses Paris Sorbonne, 1998, 447 p.
- Michel Vergé-Franceschi, Les Officiers généraux de la Marine royale : 1715-1774, Librairie de l'Inde, 1990, 3008 p.

Sur la Maison de Bompar
- Artefeuil, Histoire héroïque et universelle de la noblesse de Provence, vol. 1, Avignon, la veuve Girard ; se vend chez F. Seguin, 1776 (lire en ligne), p. 161
- L’État de la Provence, contenant ce qu'il y a de plus remarquable dans la police, dans la justice dans l'église et dans la noblesse de cette province, avec les armes de chaque famille., chez Pierre Auboin, Pierre Emery, Charles Clousier, 1693, 610 p. (lire en ligne), p. 409